# Zbrodnia w Bachowie
Zbrodnia w Bachowie – zbrodnia dokonana 11 kwietnia 1945 roku na ukraińskiej ludności wsi Bachów przez oddziały akowskie (przypuszczalnie ze Zgrupowania Warta) i BCh wraz z okolicznymi polskimi chłopami.
Zamordowały one około 100 mieszkańców Bachowa. Osoby, które ocalały, zostały wysiedlone na Ukrainę. 
Większa część ofiar zbrodni została pochowana przez rodziny na cmentarzu, a pozostałe osoby zakopano w dole w centralnej części wsi. W 1971 roku, gdy budowano w tym miejscu studnię koło szkoły, zwłoki dwóch osób wykopano, przeniesiono na cmentarz i zakopano we wspólnej mogile. Przez lata nikt się mogiłą nie zajmował i dopiero w 1999 roku została odnowiona.  Usypano wtedy wysoki kopiec z ziemi i postawiono na nim drewniany krzyż. 
11 kwietnia 1945 r. zamordowano również wiele osób w sąsiednich wioskach: Sufczyna (zbrodnia w Sufczynie) – 26 osób, i Brzuska (zbrodnia w Brzuszce) – około 180 osób.